# Афрички мравојед
Афрички мравојед (лат. Orycteropus afer) је сисар средње величине, једини живи припадник реда цевозупке (Tubulidentata). Његово станиште су отворене шумске области, шикаре и пашњаци Африке јужно од Сахаре. Може се наћи и у кишним шумама, а избегава брдовита подручја. За разлику од других инсективора, они има дугу њушку попут свиње, који користи за нањушивање хране. Он се креће преко већег дела јужне две трећине афричког континента, избегавајући при том подручја која су углавном стеновита. Он је ноћна животиња, која се храни мравима и термитима, које ископава из њихових брежуљака користећи оштре канџе и снажне ноге. Он исто тако ископава своје легло у коме живи и брине се о младунцима. Афрички мравојед је добио IUCN статус „најмање забринутости”, мада се чини да се величина његове популације смањује.

## Опис
Ова животиња, дуга 105-130 cm, са репом дужине 45-63 cm, и тешка 40-65 kg, у потпуности се прилагодила својој специјализованој исхрани базираној на мравима и термитима. Најупадљивија је дуга цеваста њушка. У носницама има филтер од густих длака, тако му да земља и прашина не долазе у плућа док копа. Удови су му кратки и јаки, с по четири прста на предњим удовима, а по пет на задњим. Канџе на прстима су оштре и сличне лопатицама, тако да олакшавају копање. Има дуг, танак и лепљив језик којим купи мраве и термите из термитњака и мравињака. Његов желудац има мишићни пилорични део који функционише као бубац код птица, тј. меље храну. Зато афрички мравоједи не морају да жваћу храну, па имају зубе у бочним деловима вилице који се састоје од по два горња и доња преткутњака и по три горња и доња кутњака. Зубна кост кутњака није обложена зубном глеђу, већ танким коштаним ткивом.
Крзно је бледо, жућкастосиво, а женке су обично светлије. Хране се мравима и термитима, а током само једне моћи могу појести и преко 50.000 инсеката како би добили довољно енергије.

## Понашање
Афрички мравојед је ноћна и солитарна животиња која се готово искључиво храни мравима и термитима; једино воће које једе је јужноафрички краставац (лат. Cucumis humifructus). Излази из своје јазбине у касним поподневним сатима или након заласка Сунца и храни се на површини од 10 до 30 km. Маше носом лево-десно како би намирисао храну. Када открије гнездо мрава или термита, афрички мравојед га раскопава својим снажним ногама, држећи уши усправно како би могао да чује да ли се прикрада неки предатор. Својим дугим, лепљивим језиком може да покупи велики број инсеката. Добар је пливач и брзо копа, али се иначе креће споро. Канџе му омогућавају копање кроз врло тврде термитњаке или мравињаке. Након што прокопа канал, мравојед својим дугим језиком (до 30 cm) скупља инсекте; дебела кожа га штити од њихових уједа. Добар слух га упозорава на долазак лавова, леопарда, хијена и питона.
Осим што ископава мраве и термите, афрички мравојед копа и јазбине у којима живи: привремена склоништа су раштркана на читавој територију на којој се животиња креће, а главна јазбина се користи за размножавање. Главне јазбине могу бити дубоке, са неколико улаза, и дуге до 13 метара. Афрички мравојед често мења своје главно склониште и тражи ново, а онда друге мање животиње, попут афричких дивљих паса, настањују његову јазбину. Само мајке и младунци деле исту јазбину. Ако га предатор нападне у тунелу, мравојед закопа тунел за собом или се окрене и нападне предатора канџама.
Афрички мравоједи се спарују само током сезоне парења; након 7 месеци, рађа се младунче тешко око 2 kg. Оно може да изађе из јазбине и придружи се мајци након само две седмице, а храни се термитима од 14 недеље живота. Са шест месеци старости може да копа своје јазбине, али често остаје с мајком до следеће сезоне парења, а полно је зрело тек са две године.
Главни предатори афричког мравоједа су лавови, леопарди, ловачки пси и питони. Да би избегли непријатеље, афрички мравоједи брзо копају или трчкарају цик-цак; ако то не успе, онда ће напасти својим канџама, репом и раменима. Понекада се баце на леђа како би могли да нападну напријатеља са све четири ноге. Њихова дебела кожа их донекле штити.

## Подврсте
Афрички мравојед има 17 подврста:
Енциклопӕдија Британика из 1911. такође помиње O. a. capensis или ртског мрав-медведа из Јужне Африке.